# Zvěstovice
Zvěstovice (německy Swiestowitz) jsou obec v okrese Havlíčkův Brod, nejsevernější obec kraje Vysočina. Žije zde 90 obyvatel.

## Geografie
Obec se nachází asi 4 km severovýchodně od Golčova Jeníkova, své spádové obce s pověřeným obecním úřadem. Leží v polní krajině na vyvýšenině mezi říčkami Doubravkou a Hostačovkou, na přechodu Hornosázavské pahorkatiny do Středolabské tabule.

## Historie
První písemná zmínka o obci pochází z roku 1557.
| Rok            | 1869 | 1880 | 1890 | 1900 | 1910 | 1921 | 1930 | 1950 | 1961 | 1970 | 1980 | 1991 | 2001 | 2006 | 2014 |
| Počet obyvatel | 247  | 348  | 345  | 341  | 365  | 356  | 384  | 217  | 202  | 159  | 127  | 77   | 68   | 63   | 69   |

## Galerie

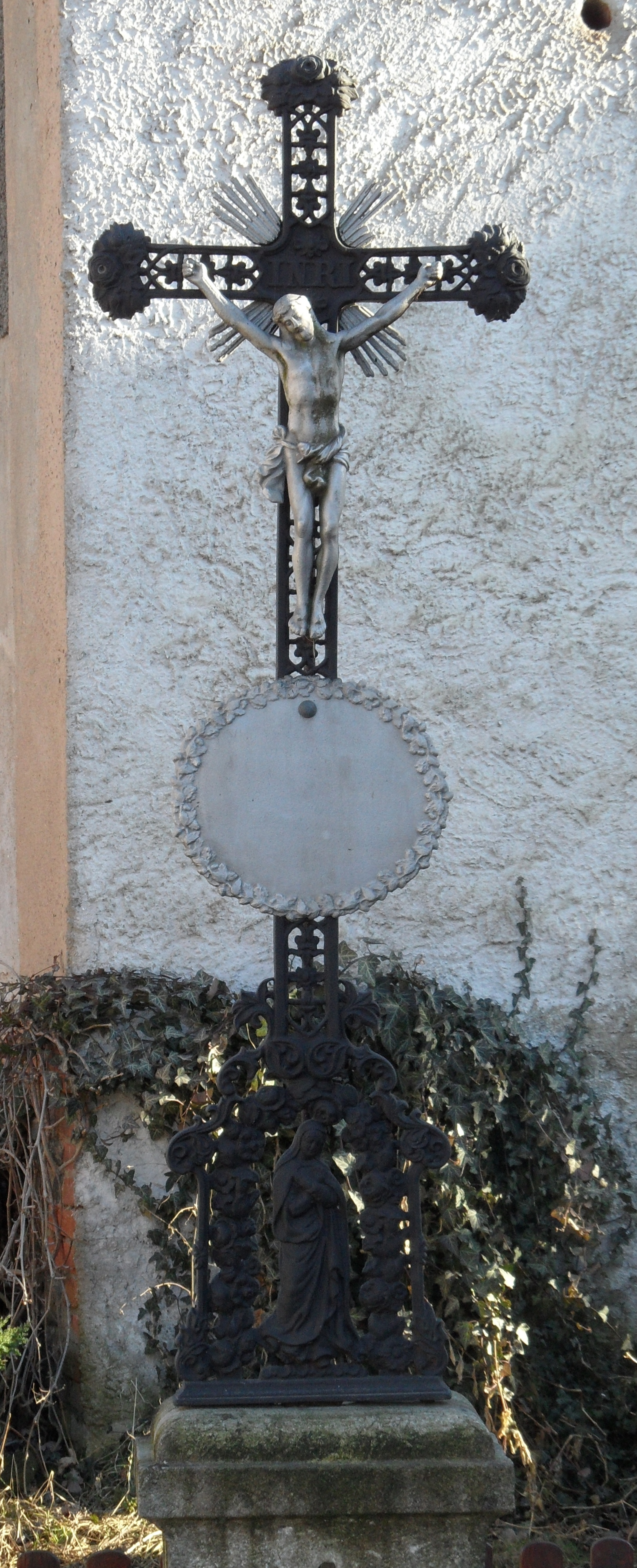
Křížek u obecního úřadu
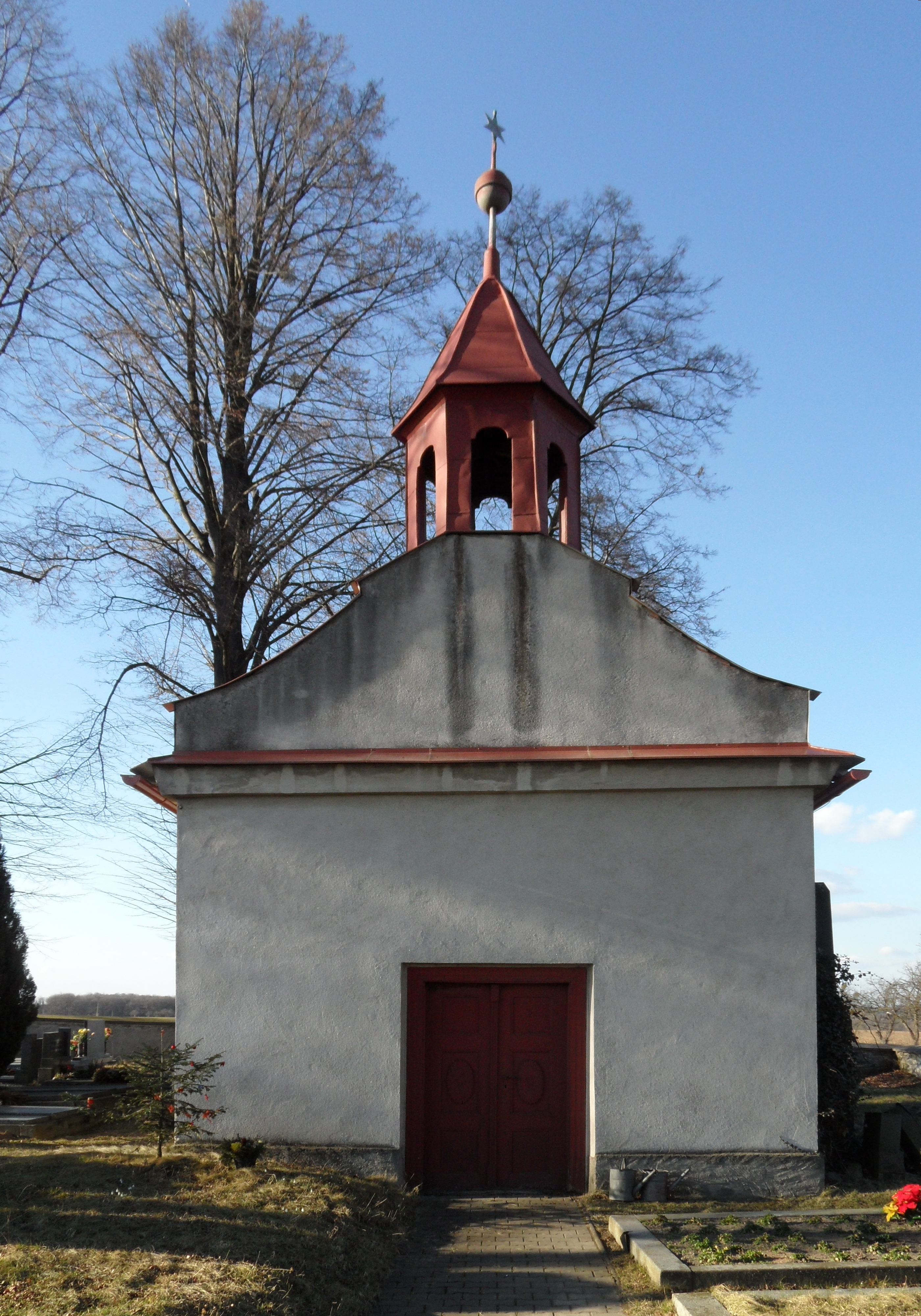
Kaplička na hřbitově
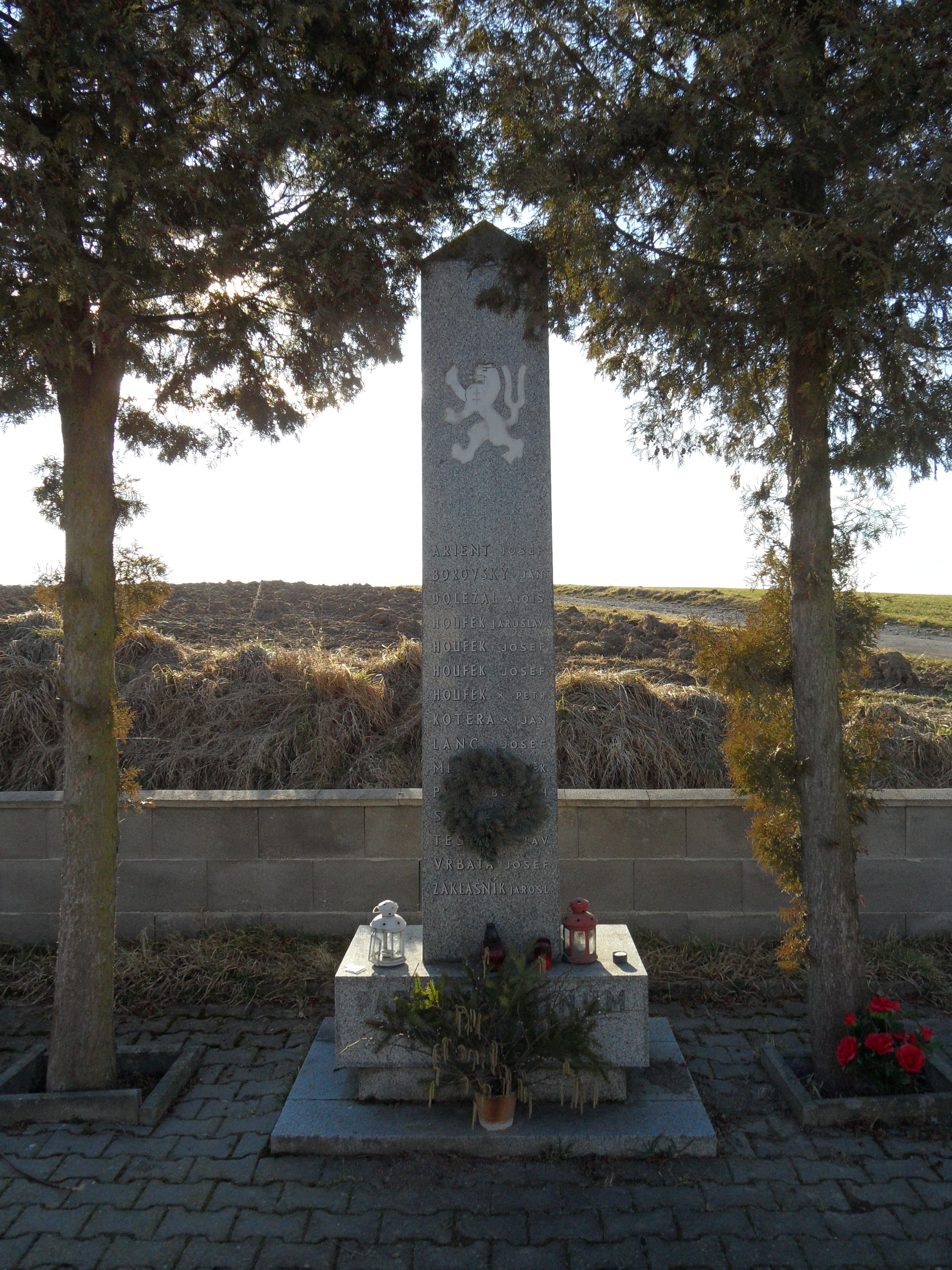
Památník obětem 1. světové války
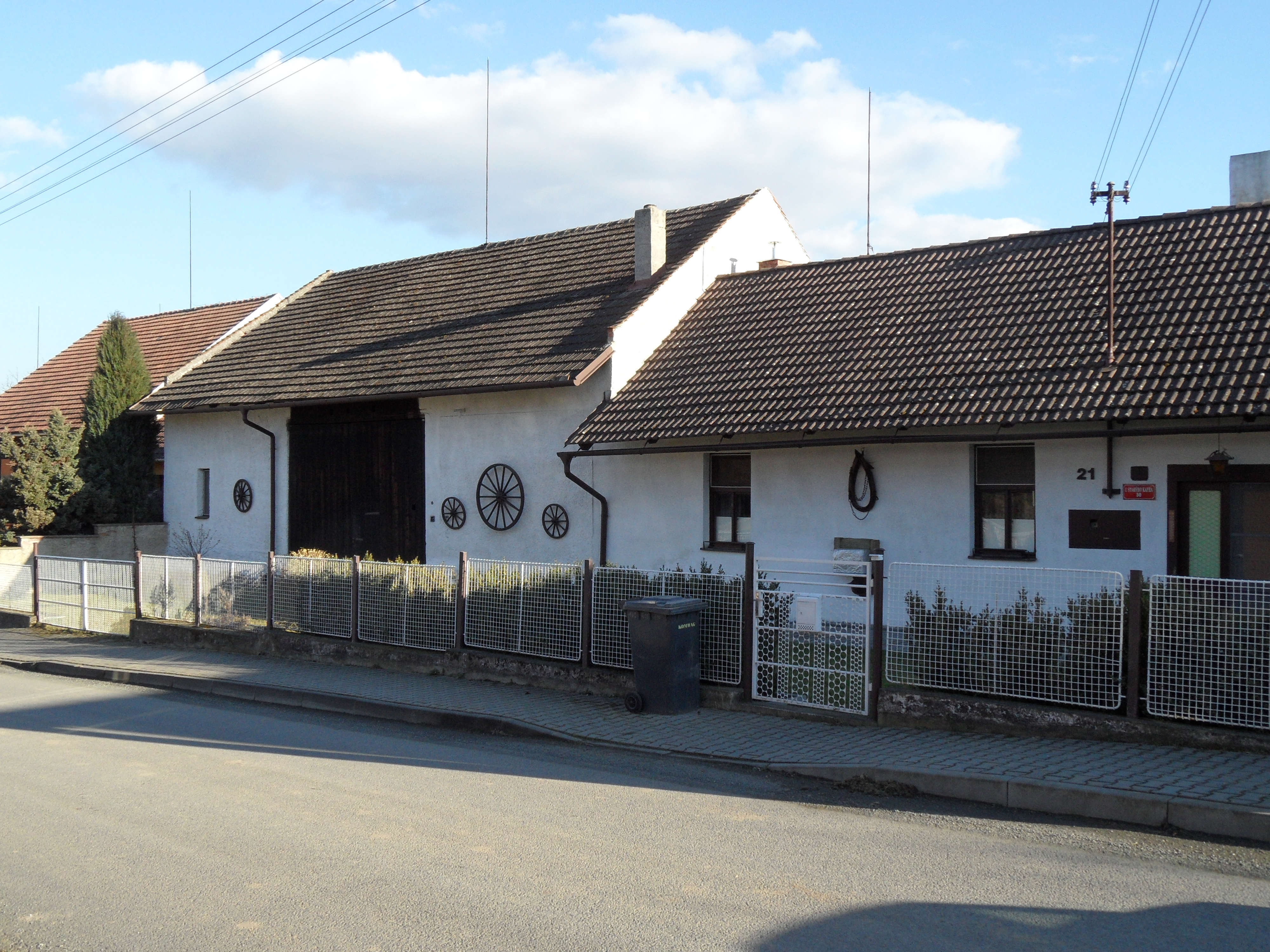
Dům čp. 21
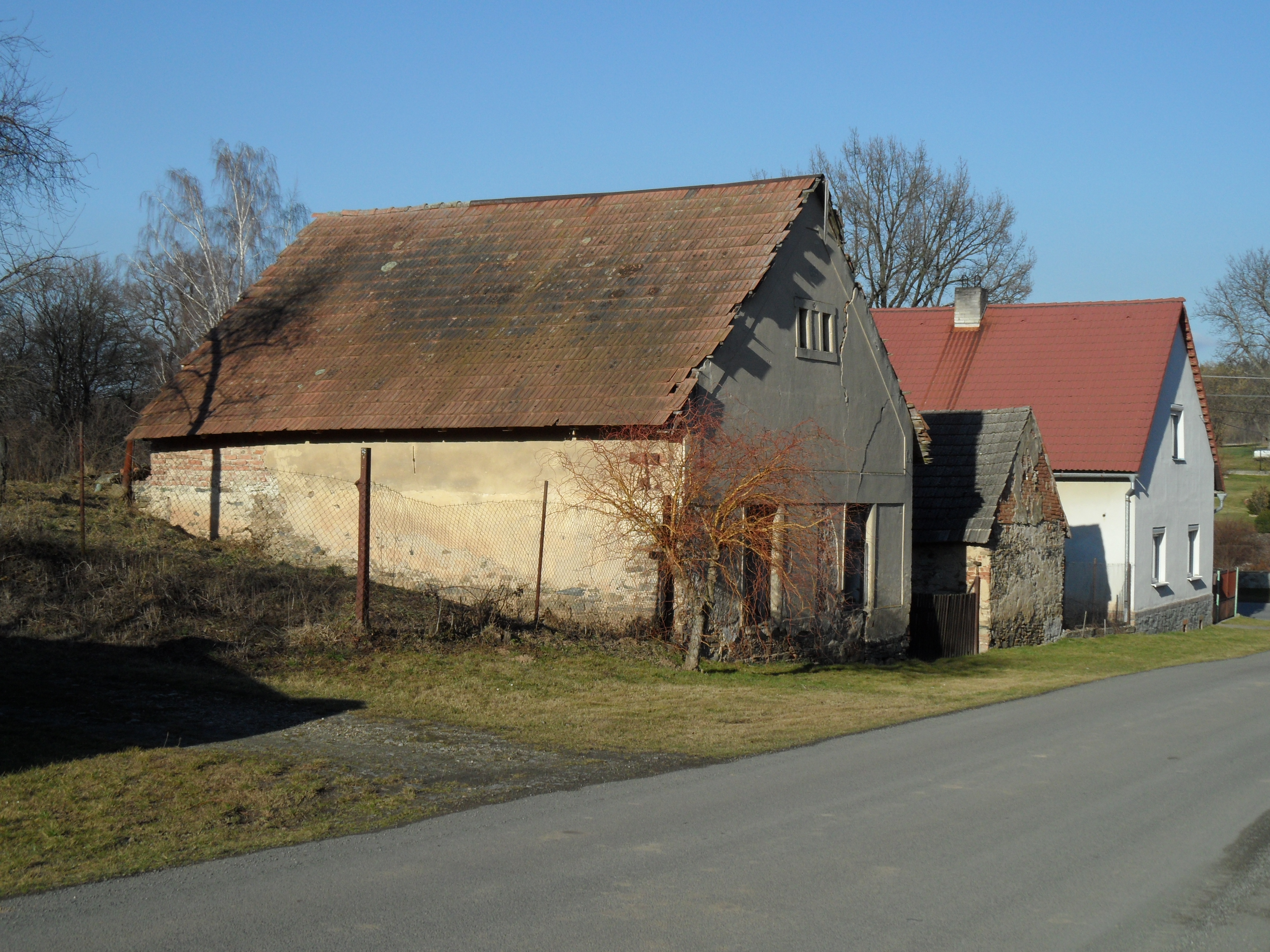
Domy u silnice směr Kněžice